# 樋口雄一 (デザイナー)
樋口 雄一（ひぐち ゆういち、1951年7月13日 - ）は日本のメカニックデザイナー。主にアニメに登場するロボットやメカニックのデザインや玩具のデザインを多く手がける。画家の樋口ひろこは妻。
1974年に株式会社デザインメイトに入社、「サブマリン」設立に伴い移籍し、後にフリーに。
バロン吉元主催の「キャラクターアート展」には第2回より夫婦揃って毎回参加している。
『銀河烈風バクシンガー』メカデザイナの大西博は樋口のサブマリン時代の後輩にあたる（アクロバンチとバクシンガーのデザインの原型はいずれも樋口によるもの）

## 平和のOS
2017年の『第4回キャラクターアート展』から展開している作品群。
樋口の幼少期は所謂"戦後景気"より高度経済成長期への過渡期であり、国際的には冷戦真っ只中である。その為に、社会的にも幾多の学生運動や労働争議が頻発し、又、安保闘争等、政治的にもアメリカ中心の西側諸国とソ連中心の東側諸国との対応を巡り、かなり活発な動きを見せる、政情不安定な側面を持っている。特にデタント以前はキューバ危機等、ともすれば第三次世界大戦やら核戦争やらが起きれば、人類も又、存亡の危機に立たされんとする状態が続いていた。
この様な時代を経たクリエイター達には、平和で安全な社会を希求する意識の強い者達が多く、樋口も又、平和の大切さを、アニメーションや玩具等で訴える側にいた。そして樋口は、20世紀から21世紀迄の間、数多のアイテムのデザインに参画していた。
樋口は自身が壮年を迎えるに際し、世紀末と新世紀を迎えるに当たり、人類が危機を乗り越えて発展した原動力を"平和の希求"にありと考え、それ迄デザインして来た各キャラクタ/メカの焼直しをした新キャラクタを投入した、新たな世界観の物語を自ら構想し、それにまつわる新しい作品群に、『平和のOS』と名付けている。

## 参加作品

### テレビアニメ
- 科学冒険隊タンサー5（1979年）
- 伝説巨神イデオン（1980年）
- 魔境伝説アクロバンチ（1982年）
- 銀河旋風ブライガー（1982年）
- ワンダービートS（1986年）
- 絶対無敵ライジンオー（1991年）
- スペース☆ダンディ（2014年）[4]。
- 銀河神風ジンライガー（2015年）

他

### ゲーム
- 超速変形ジャイロゼッター アルバロスの翼（2013年）
- 超銀河船団（2015年）

### 玩具
- ミクロマンシリーズ
- リカちゃんシリーズ
- チョロQシリーズ
- せんせい
- なでなで猫ちゃんシリーズ
- そば打ち名人

### その他
- 2016年10月1日〜31日、自身の現住所である柏市内にて『樋口雄一「ロボット絵画展」』を開催した[5]。
- 2016年10月29日発売の「スーパーミニプラ『伝説巨神イデオン』発動セット」のパッケージアートを製作。